# 태풍 라이언록 (2016년)
2016년 제 10호 태풍 라이언록(Lionrock)은 2016년 8월 19일에 발생하였다. 라이언록은 홍콩에서 제출한 이름으로 봉우리의 이름에서 따왔으나, 직역하면 사자바위가 된다. 이 태풍이 일본에 상륙한 후, 급격히 약화하여 온대저기압으로 변질되었으나, 중국 헤이룽장 성 내륙에 머물러 있던 저기압과 합쳐져 북한의 함경도 전역에 기록적인 폭우를 퍼부었다. 이로 인해 북한은 최소 500명 이상이 숨지는 등 막대한 인명 및 재산 피해를 입었다.

## 개요

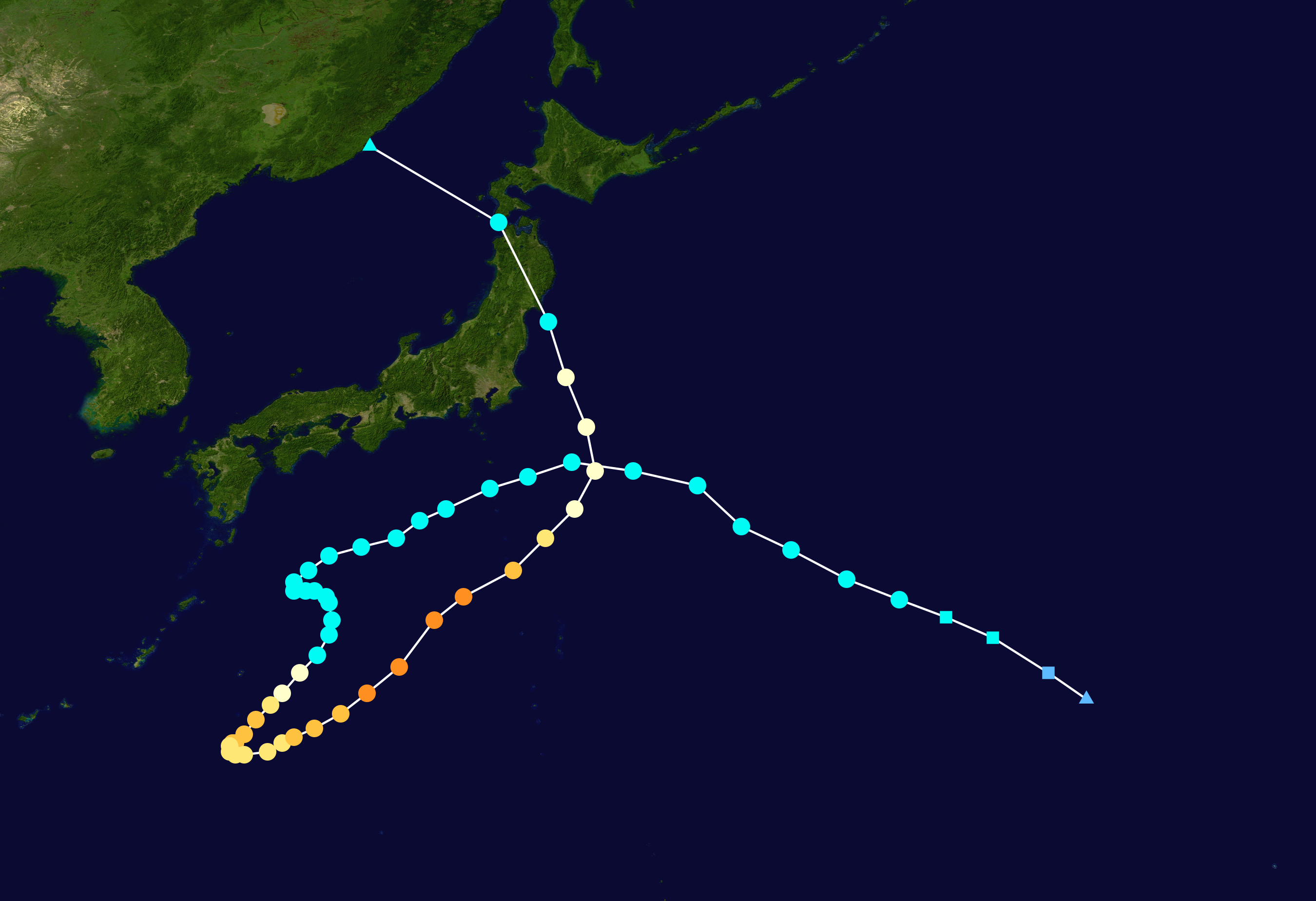
태풍의 진로

태풍 라이언록 은 8월 19일 오후 9시에 중심기압 994hPa, 최대풍속 18m/s, 강풍 반경 220km(북쪽 반경), 크기 '소형'의 열대폭풍으로 일본 도쿄 남남동쪽 약 330km 부근 해상에서 발생하였다.(일본 기상청 태풍정보 속보치 기준) 발생 이후 중국과 한반도를 뒤덮은 아열대 고기압의 영향으로 남서진하면서 매우 더디게 발달하였고, 8월 26일에 아열대 고기압이 빠져나가는 시기에 맞춰서 일본 오키나와 남동쪽 해상에서 북동진으로 전향하며 급발달해서 8월 28일 오후 3시에 일본 도쿄 남남서쪽 약 910km 부근 해상에서 중심기압 940hPa, 최대풍속 46m/s, 강풍 반경 650km(남동쪽 반경)의 세력 '매우 강', 크기 '대형'(일본 기상청 태풍정보 속보치 기준)의 태풍으로 최성기를 맞이하였다. 최성기 직후 북위 30도선을 넘고 상층 한기를 만나면서 약화되면서 온대저기압화가 진행되었다. 온대저기압화가 진행되는 도중에 북북서진으로 전향하면서 8월 30일 오후 6시에 일본 이와테현에 중심기압 970hPa, 최대풍속 31m/s(일본 기상청 태풍정보 속보치 기준)의 '강한 열대폭풍'의 세력으로 상륙하였고, 일본 기상청 기준으로는 일본 아오모리현을 관통한 뒤에 동해상으로 진출한 직후인 8월 31일 0시에 일본 삿포로 남서쪽 약 298km 부근 해상에서 중심기압 976hPa의 온대저기압으로 변질되었다. 한국 기상청 기준으로는 8월 31일 오전 3시에 러시아 블라디보스토크동쪽 약 270km 부근 해상에서 중심기압 980hPa의 온대저기압으로 변질되었다. 이 온대저기압이 조선민주주의인민공화국 함경북도 일대 두만강을 범람시켜 해방 후 북한에 가장 막대한 홍수 피해를 발생시켰다.

## 같이 보기
- 2016년 함경북도 홍수
- 2016년 태풍